# Nassaukade (Rotterdam)
De Nassaukade is een straat in Rotterdam in het stadsdeel Feijenoord. De straat begint ter hoogte van de Nassaubrug langs de Nassauhaven, en loopt uiteindelijk over in de Stieltjesstraat. 
Bezienswaardigheden in de buurt zijn het Hefpark en de Koningshavenbrug (beter bekend als de Hef). Het voormalige kantoor van Unilever Benelux was ook gevestigd aan de Nassaukade in het gebouw DeBrug.